# Virginie Dechenaud
 (juin 2013).
Si vous disposez d'ouvrages ou d'articles de référence ou si vous connaissez des sites web de qualité traitant du thème abordé ici, merci de compléter l'article en donnant les références utiles à sa vérifiabilité et en les liant à la section « Notes et références ».
Virginie Dechenaud est un mannequin français, née le 7 janvier 1986 à Grenoble (Isère), élue Miss Rhône-Alpes 2009 et terminant première dauphine au concours de Miss France 2010

## Biographie
Virginie grandit à la Frette en Isère. Depuis 2011, elle travaille pour le département de l'Isère en tant que chargée de communication.
Elle s'inscrit à l'âge de vingt-deux ans à l'élection de Miss Dauphiné 2008, et remporte l'écharpe de deuxième dauphine. Puis devient 4e dauphine de Miss Rhone-Alpes 2008.
En 2009, elle se présente en candidate libre et remporte le titre de Miss Rhône-Alpes 2009 à Lyon.
Avec cette écharpe, elle est la représentante de la région Rhône-Alpes à Miss France 2010 et termine première dauphine derrière Malika Ménard,.
Cette place lui donne l'occasion de participer au concours de Miss Monde pour représenter la France,.
Elle termine demi-finaliste à l'élection de Miss Monde 2010 et se classe parmi les 25 premières plus belles femmes du monde sur un total de 119 concurrentes. L'élection a lieu à Sanya, en Chine.
Virginie commence sa carrière en tant qu'assistante communication en alternance en 2008 pour la société Raimondi Distribution. En 2011, elle rejoint le Département de l'Isère en qualité d'attachée de presse. 